# Домахово (Західнопоморське воєводство)
Домахово (пол. Domachowo, нім. Hanshagen) — село в Польщі, у гміні Полянув Кошалінського повіту Західнопоморського воєводства.